# Der Obelisk (Raumschiff Enterprise)
Der Obelisk (Originaltitel: The Paradise Syndrome) ist die dritte Episode der dritten Staffel der Science-Fiction-Fernsehserie Raumschiff Enterprise. Sie wurde in englischer Sprache erstmals am 4. Oktober 1968 bei NBC ausgestrahlt. In Deutschland war sie zum ersten Mal am 18. November 1972 in einer synchronisierten Fassung im ZDF zu sehen.

## Handlung
Im Jahr 2268 bei Sternzeit 4842.6 erkundet die Enterprise einen Planeten, der mit einem Asteroiden zu kollidieren droht. Captain Kirk, der erste Offizier Spock und Schiffsarzt McCoy beamen auf die Oberfläche und entdecken dort eine Zivilisation, die stark den Indianern Nordamerikas ähnelt. Weiterhin finden sie einen seltsamen, mit Schriftzeichen versehenen Obelisken, der mit hochentwickelter Technologie errichtet wurde und kaum von den Einheimischen stammen kann. Als Kirk allein die Plattform zum Obelisken besteigt und einen Funkruf zur Enterprise tätigen will, öffnet sich unter ihm eine Falltür und er stürzt ins Innere des Obelisken. Dort aktiviert er versehentlich eine Strahlung, die ihn bewusstlos werden lässt. Die Falltür schließt sich sofort wieder und Spock und McCoy finden keinen Weg, um zu Kirk zu gelangen. Da die Zeit drängt, entscheiden sie schließlich, aufs Schiff zurückzukehren, um den Einschlag des Asteroiden abzuwehren.
Als Kirk wieder zu sich kommt, bemerkt er, dass er sein Gedächtnis verloren hat. Als er ins Freie tritt, sieht er vor dem Obelisken zwei Frauen, die vor ihm niederknien und ihn für einen Gott halten. Eine von ihnen ist die Priesterin Miramanee. Sie bringt Kirk zu ihrem Vater Häuptling Goro und dem Medizinmann Salish. Goro erklärt ihm, gemäß einer Prophezeiung solle einst jemand kommen, der den Geist des Tempels erweckt und den Himmel zur Ruhe bringt. Kirk ist sich nicht sicher, ob er damit gemeint ist, denn er kann sich nicht einmal an seinen Namen erinnern. Salish verlangt, dass er seine Göttlichkeit beweist. Kurz darauf wird ein Junge hereingebracht, der beim Fischen ertrunken zu sein scheint. Salish kann nichts mehr für ihn tun, aber Kirk erinnert sich an die Technik der Mund-zu-Mund-Beatmung und rettet ihm so das Leben. Kirk wird daraufhin zum neuen Medizinmann erklärt.
Die Enterprise hat in der Zwischenzeit den Asteroiden erreicht. Mithilfe des Deflektors soll seine Umlaufbahn verändert werden, doch die Schiffssysteme werden überlastet, bevor die Änderung stark genug ist. Bei einem späteren Versuch werden die Phaser des Schiffs auf den Asteroiden abgefeuert, aber die gewünschte Änderung der Umlaufbahn bleibt aus. Durch die erneute Überlastung wird auch der Warp-Antrieb irreparabel beschädigt. Dadurch dauert der Rückflug zum Planeten 59 Tage und es bleiben nur vier Stunden für die Rettung des Captains, bevor der Asteroid einschlagen wird.
Kirk erfährt von Miramanee, dass ihr Volk vor langer Zeit von den Göttern auf diese Welt gebracht wurde. Ein Medizinmann wurde in die Geheimnisse des Tempels eingeweiht, um sie nutzen zu können, wenn sich der Himmel verfinstert. Dieses Wissen wurde von Generation zu Generation weitergegeben, Salishs Vater starb jedoch, bevor er seinen Sohn einweihen konnte. Die Indianer beschließen, ihren neuen Medizinmann „Kirok“ zu nennen, und gemäß der Tradition soll er mit der Priesterin Miramanee verheiratet werden. Salish, der sich nun nicht nur um sein Amt, sondern auch um seine Verlobte betrogen fühlt, greift Kirk an. Salish kann ihn zwar leicht verletzen, unterliegt aber im Kampf.
Kirk und Miramanee verbringen eine glückliche Zeit und nach einer Weile offenbart sie ihm, dass sie ein Kind von ihm erwartet. Doch schon bald zieht ein Sturm auf und die Stammesältesten, angestachelt von Salish, verlangen von Kirk, den Geist des Tempels zu erwecken. Kirk begibt sich zum Obelisken, erreicht dort aber nichts. Als der Sturm immer stärker wird, werden Kirk und Miramanee von einer wütenden Menge, angeführt von Salish, mit Steinen beworfen. Mittlerweile ist die Enterprise zurückgekehrt und Spock und McCoy beamen herunter. Umgehend werden die beiden Verletzten behandelt. Dem Halb-Vulkanier Spock gelingt es mittels einer Gedankenverschmelzung, Kirks Gedächtnis wiederherzustellen. Dadurch wird klar, dass es Kirks Funkruf an die Enterprise war, der die Falltür des Obelisken geöffnet hat. Er wiederholt ihn und sie öffnet sich erneut. Gemeinsam mit Spock gelingt es ihm jetzt im Inneren, einen Deflektorstrahl zu aktivieren, der den Asteroiden schließlich erfolgreich ablenkt. Als Kirk daraufhin nach Miramanee sehen will, erfährt er von McCoy, dass ihre Verletzungen zu schwer sind. Im Wissen, dass ihre Welt gerettet ist, stirbt sie in Kirks Armen.

## Verbindungen zu anderen Star-Trek-Produktionen
Einige Elemente aus dieser Folge wurden in späteren Star-Trek-Produktionen wieder aufgegriffen:
- In Folge 7.12 (Am Ende der Reise) von Raumschiff Enterprise – Das nächste Jahrhundert aus dem Jahr 1994 kommt ebenfalls eine Gruppe nordamerikanischer Ureinwohner vor, die auf einem anderen Planeten (hier Dorvan V) ihre traditionelle Lebensweise bewahrt haben. Diese haben sich aber erst nach Beginn der irdischen interstellaren Raumfahrt bewusst dort angesiedelt.
- Die Folge 1.03 (Lakaien und Könige) von Star Trek: Discovery aus dem Jahr 2017 ist ein ganz ähnlicher Obelisk wie in dieser Folge auf einem der Monde von Andoria zu sehen.
- Die Folge 1.02 (Kinder des Kometen) von Star Trek: Strange New Worlds aus dem Jahr 2022 weist einige Parallelen zu Der Obelisk auf. Auch hier versucht die Enterprise einen scheinbar wehrlosen Planeten vor dem Einschlag eines Himmelskörpers zu bewahren. Ebenso kommt eine hochentwickelte außerirdische Technologie vor, die mittels bestimmter Melodien bedient wird.

## Produktion

### Darsteller
Nichelle Nichols, Darstellerin von Nyota Uhura, spielte in dieser Folge nicht mit. Durch die Verwendung von Archivmaterial aus einer anderen Folge ist sie aber dennoch kurz zu sehen.
Naomi Pollack, Darstellerin einer Indianerin, spielte auch Lieutenant Rahda in der Folge Gefährliche Planetengirls.
John Lindesmith, Darsteller eines Ingenieurs, hatte bereits in einer Statistenrolle in der Folge Der Fall Charly einen Steuermann der Enterprise gespielt.
Für Lamont Laird, den Darsteller des Indianerjungen, war dies sein einziger Auftritt in einer Fernseh-Produktion.

### Drehorte

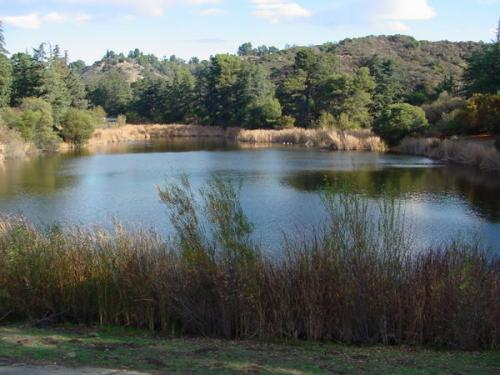
Der Franklin Canyon Pond

Die Außenaufnahmen fanden im Franklin Canyon Park in den Santa Monica Mountains in Los Angeles statt. Neben Portal in die Vergangenheit ist Der Obelisk die einzige Folge der dritten Staffel von Raumschiff Enterprise, für die Außenaufnahmen gedreht wurden.

## Adaptionen
James Blish schrieb eine Textfassung von Der Obelisk, die auf Englisch erstmals 1972 in der Geschichtensammlung Star Trek 7 erschien. Die deutsche Übersetzung erschien 1972.

## Rezeption
Daniel Leonard Bernardi kritisierte in seinem 1998 erschienenen Buch Star Trek and History: Race-ing Toward a White Future, dass die Folge sich klassischer Stereotype bediene, insbesondere des Edlen Wilden und des White savior. Die amerikanischen Ureinwohner werden als sehr naiv dargestellt, während Kirk eine „natürliche Überlegenheit“ ausstrahlt, beispielsweise indem er sich trotz seiner Amnesie an die Technik der Mund-zu-Mund-Beatmung erinnert und so einem Jungen das Leben rettet. Miramanees Tod erfüllt laut Bernardi nur den Zweck, dass kein schlechtes Licht auf den Helden Kirk fällt, wenn er sie mit seinem ungeborenen Kind am Ende der Folge auf dem Planeten hätte zurücklassen müssen.
David Morgan führte Der Obelisk 2016 auf cbsnews.com als eine der schlechtesten Folgen von Raumschiff Enterprise auf.
Edward Cambro erstellte 2017 für die Website screenrant.com eine Liste der 15 düstersten Star-Trek-Folgen und führte Der Obelisk darin auf Platz 13.
Laurie Ulster führte die Romanze zwischen Kirk und Miramanee 2017 auf screenrant.com in einer Liste der 15 besten Star-Trek-Liebesbeziehungen auf Platz 6.
Matthew Fisher erstellte 2017 für die Website whatculture.com eine Liste der 30 besten Star-Trek-Folgen. Der Obelisk führte er hier auf Platz 29.
John Miller erstellte 2022 für screenrant.com eine Liste der zehn schlechtesten Star-Trek-Folgen auf der Grundlage von Reddit-Diskussionen. Der Obelisk landete dabei auf Platz 7.
Christian Blauvelt listete Der Obelisk 2022 auf hollywood.com in einem Ranking aller 79 Raumschiff-Enterprise-Folgen auf Platz 74.

## Parodien und Anspielungen
In Folge 4.09 (The Amazing Colossal Man) von Mystery Science Theater 3000 aus dem Jahr 1991 wird Kirks Ausruf „Ich bin Kirok!“ aus Der Obelisk parodiert.
In der Folge The White Iris der Fanserie Star Trek Continues von 2015 wird die Figur Miramanee wieder aufgegriffen.